# Estación de Zorroza
Zorroza (en euskera y oficialmente Zorrotza) es una estación de ferrocarril situada en el barrio homónimo de la ciudad española de Bilbao, en la comunidad autónoma del País Vasco. Forma parte de las líneas C-1 y C-2 de la red de Cercanías Bilbao operada por Renfe.

## Situación ferroviaria
La estación se encuentra en el punto kilométrico 5,4 de la línea férrea de ancho ibérico que une Bilbao con Santurce, a 5 metros de altitud.

## Historia
Fue inaugurada el 19 de marzo de 1888 con la apertura al tráfico del tramo Bilbao-Baracaldo de la línea que pretendía unir Bilbao con Portugalete.  Las obras corrieron a cargo de la Compañía del Ferrocarril de Bilbao a Portugalete. En 1924 pasó a depender totalmente de Norte la cual mantuvo la gestión de la estación hasta la nacionalización de los ferrocarriles de vía ancha en España con la creación de RENFE (1941). Desde el 31 de diciembre de 2004, Adif es la titular de las instalaciones.

## La estación
Cuenta con un único acceso, desde la calle Cordelería. El cambio de andén se hace cruzando las vías por un paso inferior con escaleras. Desde mayo de 2010 la estación cuenta con ascensores para garantizar la accesibilidad.

## Servicios ferroviarios

### Cercanías
Los trenes de las líneas C-1 y C-2 de la red de Cercanías Bilbao que opera Renfe tienen parada en la estación. Entre semanas la frecuencia media es de un tren cada diez-quince minutos.
| procedencia/destino | < estación | Línea   | estación > | destino/procedencia |
| ------------------- | ---------- | ------- | ---------- | ------------------- |
| Bilbao Abando       | Olabeaga   |         | Luchana    | Santurce            |
| Bilbao Abando       | Olabeaga   | Musques | Luchana    |                     |